# SPITZ 草野マサムネのロック大陸漫遊記
『SPITZ 草野マサムネのロック大陸漫遊記』（スピッツ くさのマサムネのロックたいりくまんゆうき）は、2018年1月7日よりTOKYO FMで毎週日曜 21:00 - 21:55に放送されているラジオ番組である。パーソナリティーは草野マサムネ（スピッツ）。

## コーナー
コーナーは後述の「ちょっぴりタイムマシーン」だけだが、番組の流れは「漫遊前の一曲」→「○○○で漫遊記」→「ちょっぴりタイムマシーン」と固定化されている。
- ちょっぴりタイムマシーン

草野がこれまで出会ってきたナンバーで、埋もれさせてしまうのはもったいないな、という曲を一曲選曲する。なお、その週のテーマに沿った曲から選曲されることもある。「あなたの脳内ミュージックライブラリーに加えてほしい」という決まり文句があり、番組の最後に行われ、コーナーのコールと共に拍手をしたりギター（主にスピッツの曲のリフ）を弾いたりする。クリスマスの時期には、「これより好きなクリスマスソングがない」という理由で、小谷美紗子の「あなたはやって来る ～Dear Santa～」が毎年続けてかかるのがお約束である。
毎年1月は、草野を除くSPITZの他のメンバーを週替わりで招き「新春恒例・スピッツメンバーと漫遊記」と題した新春対談が恒例となっている。

## ゲスト
- 三輪テツヤ（スピッツ）
  - 2018年2月18日、2月25日、8月12日
  - 2019年1月13日
  - 2020年1月5日
  - 2021年1月3日
- 田村明浩（スピッツ）
  - 2018年2月18日、2月25日、8月5日
  - 2019年1月27日
  - 2020年1月19日
  - 2021年1月17日
- 崎山龍男（スピッツ）
  - 2018年2月18日、2月25日、8月19日
  - 2019年1月20日
  - 2020年1月12日
  - 2021年1月10日
- クジヒロコ（スピッツサポートメンバー / key.）
  - 2018年11月4日
- 鈴木圭介（フラワーカンパニーズ）
  - 2019年8月4日

## 放送局

### 放送時間に関する備考
2019年12月までは草野の出身地である福岡県のFM FUKUOKAでは長らく未ネットであったが、2020年1月から放送開始となり、番組開始3年目でJFN38局ネットとなる。
ネット局の大半はTOKYO FMとの同時ネットではない。各々、自社制作番組や『有吉弘行のSUNDAY NIGHT DREAMER』（JFNC制作、20時 - 21時55分）、またはJFNC制作のファイル配信番組を放送している。高知のように3時間先行して放送するケースもある。
JFN特別加盟局であるinterfmはTOKYO FMと放送対象地域が重複するため放送されない。

### 各局の放送時間
2025年4月現在。放送時間の早い順から記載。全局、『radiko』・『radikoプレミアム』で聴取可能。
| 放送対象地域   | 放送局名                                    | 放送時間                                        | 遅れ日数     | 備考                       |
| -------------- | ------------------------------------------- | ----------------------------------------------- | ------------ | -------------------------- |
| 香川県         | エフエム香川（FM香川）                      | 毎週日曜 18:00 - 18:55                          | 3時間先行    | [ 注釈 2 ]                 |
| 高知県         | エフエム高知（Hi-Six）                      | 毎週日曜 18:00 - 18:55                          | 3時間先行    |                            |
| 東京都         | エフエム東京（TOKYO FM）                    | 毎週日曜 21:00 - 21:55                          | 基本放送時間 | 制作局                     |
| 静岡県         | 静岡エフエム放送（K-mix）                   | 毎週日曜 21:00 - 21:55                          | 基本放送時間 | [ 注釈 3 ] [ 注釈 4 ]      |
| 長崎県         | エフエム長崎（FM Nagasaki）                 | 毎週日曜 21:00 - 21:55                          | 基本放送時間 |                            |
| 大分県         | エフエム大分（Air-Radio FM88）              | 毎週日曜 21:00 - 21:55                          | 基本放送時間 |                            |
| 秋田県         | エフエム秋田（AFM）                         | 毎週日曜 22:00 - 22:55                          | 1時間遅れ    | [ 注釈 5 ]                 |
| 富山県         | 富山エフエム放送（FMとやま）                | 毎週日曜 22:00 - 22:55                          | 1時間遅れ    |                            |
| 愛知県         | エフエム愛知（FM AICHI）                    | 毎週日曜 22:00 - 22:55                          | 1時間遅れ    | [ 注釈 6 ] [ 注釈 7 ]      |
| 三重県         | 三重エフエム放送（レディオキューブ FM三重） | 毎週日曜 22:00 - 22:55                          | 1時間遅れ    |                            |
| 滋賀県         | エフエム滋賀（e-radio）                     | 毎週日曜 22:00 - 22:55                          | 1時間遅れ    | [ 注釈 8 ]                 |
| 山口県         | エフエム山口（FMY）                         | 毎週日曜 22:00 - 22:55                          | 1時間遅れ    | [ 注釈 9 ] [ 5 ]           |
| 北海道         | エフエム北海道（AIR-G'）                    | 毎週月曜 0:00 - 0:55 （日曜深夜 24:00 - 24:55） | 3時間遅れ    | [ 注釈 10 ]                |
| 福島県         | エフエム福島（ふくしまFM）                  | 毎週月曜 0:00 - 0:55 （日曜深夜 24:00 - 24:55） | 3時間遅れ    |                            |
| 広島県         | 広島エフエム放送（HFM）                     | 毎週月曜 0:00 - 0:55 （日曜深夜 24:00 - 24:55） | 3時間遅れ    |                            |
| 愛媛県         | エフエム愛媛（FM愛媛）                      | 毎週月曜 0:00 - 0:55 （日曜深夜 24:00 - 24:55） | 3時間遅れ    | [ 注釈 11 ] [ 注釈 12 ]    |
| 沖縄県         | エフエム沖縄（FM沖縄）                      | 毎週月曜 0:00 - 0:55 （日曜深夜 24:00 - 24:55） | 3時間遅れ    |                            |
| 宮城県         | エフエム仙台（Date fm）                     | 毎週月曜 1:00 - 1:55 （日曜深夜 25:00 - 25:55） | 4時間遅れ    |                            |
| 熊本県         | エフエム熊本（FMK）                         | 毎週月曜 1:00 - 1:55 （日曜深夜 25:00 - 25:55） | 4時間遅れ    |                            |
| 新潟県         | エフエムラジオ新潟（FM-NIIGATA）            | 毎週月曜 19:00 - 19:55                          | 22時間遅れ   | [ 注釈 13 ]                |
| 岐阜県         | エフエム岐阜（FM GIFU）                     | 毎週月曜 20:00 - 20:55                          | 23時間遅れ   | [ 注釈 14 ]                |
| 島根県・鳥取県 | エフエム山陰（V-air）                       | 毎週月曜 20:00 - 20:55                          | 23時間遅れ   |                            |
| 福岡県         | エフエム福岡（FM FUKUOKA）                  | 毎週火曜 1:00 - 1:55 （月曜深夜 25:00 - 25:55） | 1日遅れ      | パーソナリティーの出身地。 |
| 群馬県         | エフエム群馬（FM GUNMA）                    | 毎週火曜 20:00 - 20:55                          | 2日遅れ      |                            |
| 兵庫県         | 兵庫エフエム放送（Kiss FM KOBE）            | 毎週火曜 21:00 - 21:55                          | 2日遅れ      |                            |
| 鹿児島県       | エフエム鹿児島（μFM）                       | 毎週火曜 21:00 - 21:55                          | 2日遅れ      |                            |
| 佐賀県         | エフエム佐賀（FMS）                         | 毎週水曜 20:00 - 20:55                          | 3日遅れ      |                            |
| 岩手県         | エフエム岩手（FM IWATE）                    | 毎週水曜 21:00 - 21:55                          | 3日遅れ      |                            |
| 栃木県         | エフエム栃木（RADIO BERRY）                 | 毎週水曜 21:00 - 21:55                          | 3日遅れ      |                            |
| 長野県         | 長野エフエム放送（FM長野）                  | 毎週木曜 21:00 - 21:55                          | 4日遅れ      |                            |
| 福井県         | 福井エフエム放送（FM FUKUI）                | 毎週木曜 21:00 - 21:55                          | 4日遅れ      |                            |
| 岡山県         | 岡山エフエム放送（FM OKAYAMA）              | 毎週木曜 21:00 - 21:55                          | 4日遅れ      | [ 注釈 16 ]                |
| 徳島県         | エフエム徳島（FM TOKUSHIMA）                | 毎週木曜 21:00 - 21:55                          | 4日遅れ      | [ 注釈 17 ]                |
| 宮崎県         | エフエム宮崎（JOY FM）                      | 毎週金曜 20:00 - 20:55                          | 5日遅れ      | [ 注釈 18 ]                |
| 石川県         | エフエム石川（HELLO FIVE）                  | 毎週土曜 19:00 - 19:55                          | 6日遅れ      |                            |
| 青森県         | エフエム青森（AFB）                         | 毎週土曜 20:00 - 20:55                          | 6日遅れ      | [ 注釈 19 ]                |
| 山形県         | エフエム山形（Rhythm Station）              | 毎週日曜 1:00 - 1:55 （土曜深夜 25:00 - 25:55） | 6日遅れ      | [ 注釈 20 ]                |
| 大阪府         | エフエム大阪（FM大阪）                      | 毎週日曜 9:00 - 9:55                            | 7日遅れ      | [ 注釈 21 ]                |